# 坎培拉 (澳大利亞國會選區)

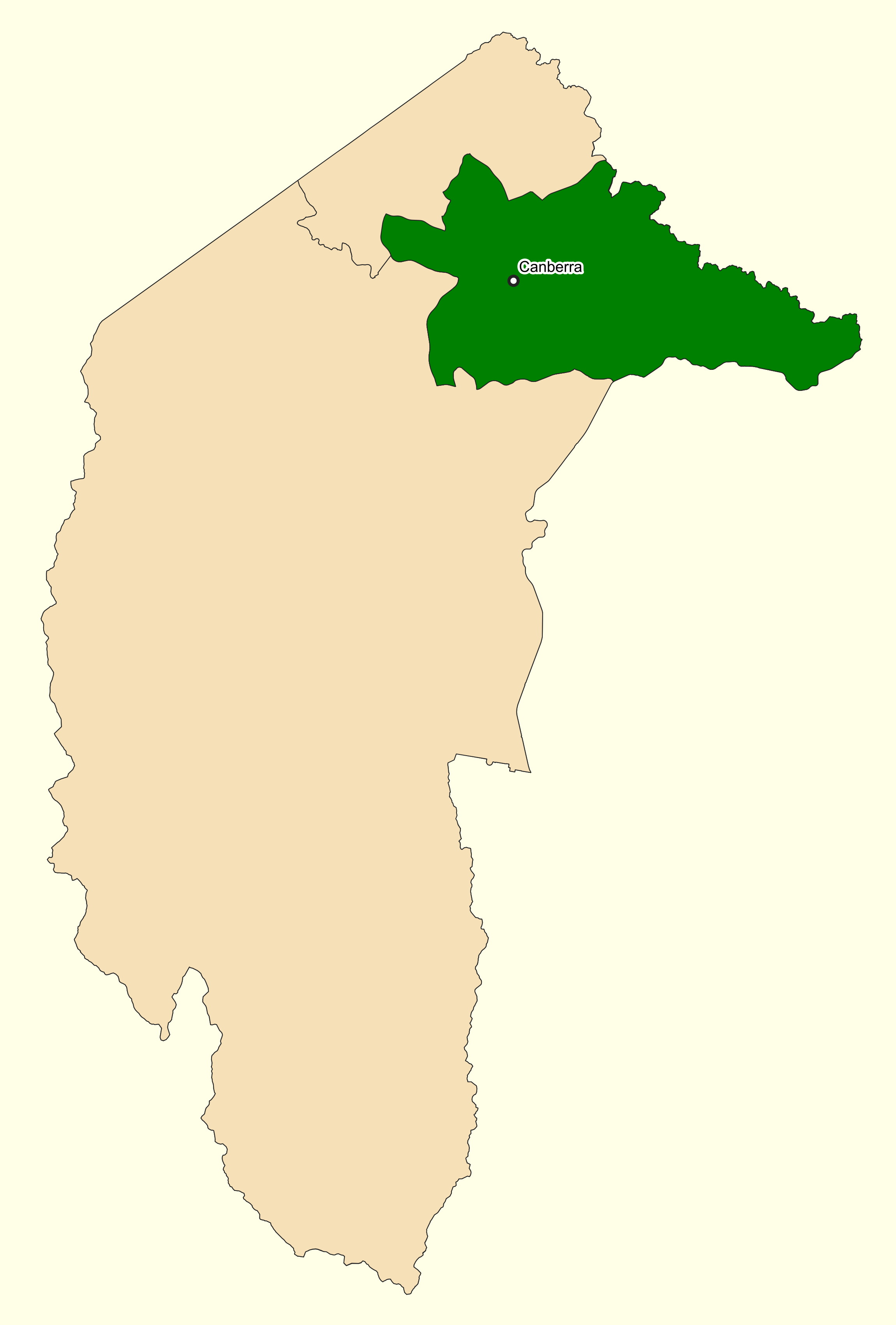
2019年起的選區範圍

坎培拉選區（英語：Division of Canberra）是澳大利亞首都特區的下議院選區，包括澳大利亞首都特區東北部。面積312平方公里。

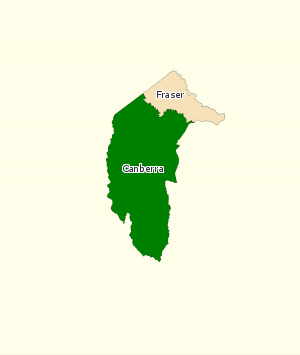
2019年前的選區範圍

選區始於1974年，選區名來自澳大利亞首都坎培拉。本區是工黨的安全選區，但自由黨亦曾勝選三次。1999年以來當區的議員是安奈·埃利斯。
2016年，選區曾包含諾福克島。
2019年，選區範圍被大幅調整至由坎培拉中、南部至東北部，面積也隨之大幅縮小，以配合首都領地新增1個選區。包括諾福克島等地撥到比恩。